# 傅鎮
傅鎮（1501年—？年），字國鼎，號近山，福建永寧衛中左千戶所軍籍，同安縣人，明朝政治人物。

## 生平
嘉靖七年（1528年）戊子科福建鄉試第十名舉人，嘉靖十一年（1532年）壬辰科會試三十六名，第三甲第二百一十名進士。觀吏部政，授行人，二十年陞南京廣東道御史，二十六年巡按山東，二十九年二月升河南按察司副使，歷升廣西右參政、江西按察使、浙江右布政使、湖廣左布政使，三十八年正月升南京都察院右副都御史、提督操江兼管巡江。十二月以病乞回籍调理。

## 家族
曾祖傅興；祖傅福，壽官；父傅珙；母劉氏。具慶下。兄鎧，弟鏜；鉞。
子南程（生員）；南喬（生員）；南式（監生），孫兆蕃（鴻臚序班）；兆宣（生員）；兆翱；兆翔（生員）；兆詡；兆翰（生員）；兆賡；立相（曾孫）；立崇（曾孫 生員）；立桂（曾孫）；立楫（曾孫）；立植（曾孫）；立樑（曾孫）；立嶷（曾孫）。